# Beat Feuz
Beat Feuz (nemška izgovarjava: [ˈbe.at ˈfɔɪts]), švicarski alpski smučar, * 11. februar 1987, Schangnau, Švica.
Feuz je nekdanji alpski smučar, ki je tekmoval predvsem v smuku in superveleslalomu. Trikrat je nastopil na zimskih olimpijskih igrah, kjer je osvojil naslov olimpijskega prvaka v smuku leta 2022 ter srebrno medaljo v superveleslalomu in bronasto v smuku leta 2018. Na svetovnih prvenstvih je nastopil petkrat ter osvojil naslov svetovnega prvaka leta 2017 in dve bronasti medalji v smuku. V svetovnem pokalu je v sezoni 2012 osvojil drugo mesto v skupnem seštevku svetovnega prvaka, ob tem je štirikrat zapored zmagal v smukaškem seštevku ter bil dvakrat drugi, po enkrat je bil drugi v seštevku kombinacije in tretji v seštevku superveleslaloma. V svetovnem pokalu je dosegel 16 zmag, od tega 13 v smuku in tri v superveleslalomu, 58-krat se je uvrstil na stopničke. Kariero je končal 21. januarja 2023 po koncu smuka na Streifu v Kitzbühlu, ki ga je osvojil trikrat.